# Phản ứng Belousov–Zhabotinsky

Máy tính mô phỏng phản ứng Belousov–Zhabotinsky xảy ra trên một đĩa Petri

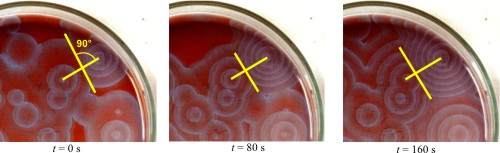
Patterns shown in the Petri dish

Phản ứng Belousov–Zhabotinsky, hay phản ứng BZ, là một loại phản ứng được dùng như một ví dụ cổ điển cho nhiệt động lực học không cân bằng, đưa đến kết quả thiết lập nên một máy dao động hóa học phi tuyến tính. Thành phần chính thường được dùng trong những máy dao động này là hỗn hợp gồm brom và một axít. Những phản ứng này rất quan trọng trong hóa học lý thuyết vì chúng cho thấy rằng các phản ứng hóa học không bị trạng thái cân bằng nhiệt động lực học tác động. Những phản ứng này khác xa trạng thái cân bằng và duy trì như vậy trong một khoảng thời gian đáng kể và tiến triển hỗn độn. Theo nghĩa này, chúng đưa ra một mô hình hóa học đáng chú ý của các hiện tượng sinh học không cân bằng; như vậy, những mô hình toán học và các mô phỏng của phản ứng BZ chính là cốt lõi của lý thuyết.

## Cơ chế hóa học
Cơ chế của phản ứng này rất phức tạp và có thể có khoảng 18 bước khác nhau và là chủ đề của một số tài liệu nghiên cứu.
Theo cách tương tự như phản ứng Briggs–Rauscher, hai quá trình trọng yếu xảy ra (cả hai đều là tự động xúc tác); quá trình A tạo ra phân tử brom có màu đỏ, và quá trình B hấp thụ brom để tạo ra ion bromide.
Một trong những biến thể phổ biến nhất của phản ứng này là dùng axit malonic (CH2(CO2H)2) đóng vai trò là axít và kali bromat (KBrO3) là nguồn cung cấp brom. Phương trình tổng quát:
3CH2(CO2H)2 + 4BrO−
3 → 4Br− + 9CO2 + 6H2O

### Biến thể
Có nhiều biến thể của phản ứng tồn tại. Hóa chất chính duy nhất là chất oxy hóa bromat. Ion xúc tác thường là xeri, nhưng nó cũng có thể sử dụng mangan, hoặc những phức hệ của sắt, rutheni, coban, đồng, bạc, niken, crom và  osmi. Nhiều chất khử khác có thể được sử dụng. (Zhabotinsky, 1964b; Field and Burger, 1985)